# Kromme

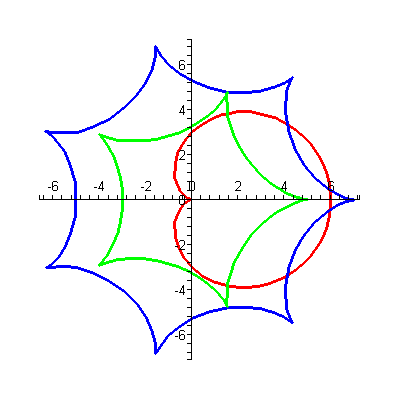
Enkele wiskundige krommen: twee hypocycloïdes (blauw en groen) en een cardioïde (rood)

Een parabool

Een kromme of curve (Latijn: curvus, gebogen, gekromd) is een in het algemeen niet-rechte lijn, met echter een rechte als bijzonder geval. Een kromme in twee dimensies is een vlakke kromme, een kromme in drie dimensies is een ruimtekromme.
Afhankelijk van de context worden in de wiskunde specifiekere definities gebruikt. Een voorbeeld van een kromme is de grafiek van een continue functie.

## Parametrisering
Afhankelijk van de context wordt een kromme meestal gedefinieerd als een continue afbeelding op een reëel interval (in de ruime zin van het woord, eventueel de hele {\displaystyle \mathbb {R} }), of het beeld onder zo'n afbeelding. Een kromme kan dan ook gegeven worden door een parametervergelijking met één reële parameter. Om de afbeelding te onderscheiden van het beeld wordt de afbeelding aangeduid als geparametriseerde kromme. Een tussenvorm tussen een kromme als verzameling punten en een kromme als afbeelding is een georiënteerde kromme. Twee parametriseringen bepalen dezelfde georiënteerde kromme als de ene parameter een strikt stijgende functie van de andere is. Het gaat dan dus wel om de volgorde waarin de punten van het beeld doorlopen worden, maar niet om hoe snel dat gebeurt.
Bij een ruimtevullende kromme gaat het niet om het beeld op zich (dat is niet eens herkenbaar als kromme), maar juist om de parametrisering (althans de volgorde waarin de punten van het beeld doorlopen worden). 
Als een kromme een begin- en/of eindpunt heeft, kan dat wel of niet tot de kromme behoren. Bij een kromme als verzameling komt dit neer op een ophopingspunt aan het ene en/of het andere uiteinde. Toevoeging van deze eventuele punten (en eventuele andere ophopingspunten) komt neer op het nemen van de afsluiting van de verzameling. Bij een geparametriseerde kromme komen het begin- en/of eindpunt neer op de eventuele limieten naar onder en boven. Bij toevoeging van zo'n limiet bij een begrensd open uiteinde van het domein komt dit neer op het gesloten maken van dit uiteinde. Een onbegrensd einde van het domein kan door een andere parametrisatie, met behoud van de oriëntatie, begrensd gemaakt worden. Zo kan bijvoorbeeld bij een logaritmische spiraal de oorsprong wel of niet tot de kromme gerekend worden.
Een kromme kan aan een zijde waar het domein open is (begrensd of onbegrensd), begrensd of onbegrensd zijn.
Een pad is een continue afbeelding met als domein het eenheidsinterval [0,1]. Het beeld is dan compact; in de Euclidische ruimte {\displaystyle \mathbb {R} ^{n}} wil dit zeggen gesloten en begrensd. Een lus is een pad waarvan het begin- en eindpunt samenvallen. Het is een gesloten kromme – niet te verwarren met de zwakkere eigenschap dat een kromme een gesloten verzameling is – overeenkomend met het topologische begrip vrije lus. Bij een kringintegraal zijn weliswaar de parametrisatie en het begin-/eindpunt niet van belang voor de definitie, maar wel de richting waarin de kromme wordt doorlopen.
Een vlakke kromme kan gedefinieerd worden door continue coördinaatfuncties {\displaystyle x(t)} en {\displaystyle y(t)}, waarbij de parameter {\displaystyle t} een interval doorloopt. Bij een ruimtekromme komt er nog een functie {\displaystyle z(t)} bij; en zo verder voor iedere volgende dimensie. Als {\displaystyle t} de tijd voorstelt, definiëren deze functies samen een plaatstijdfunctie van een beweging langs de kromme.

### Voorbeeld
De eenheidscirkel wordt gegeven door de vergelijking:
{\displaystyle x^{2}+y^{2}=1}
Of ook door de coördinaatfuncties:
{\displaystyle x(t)=\cos(t)}
{\displaystyle y(t)=\sin(t)}
voor
{\displaystyle t\in [0,2\pi )}.

## Booglengte

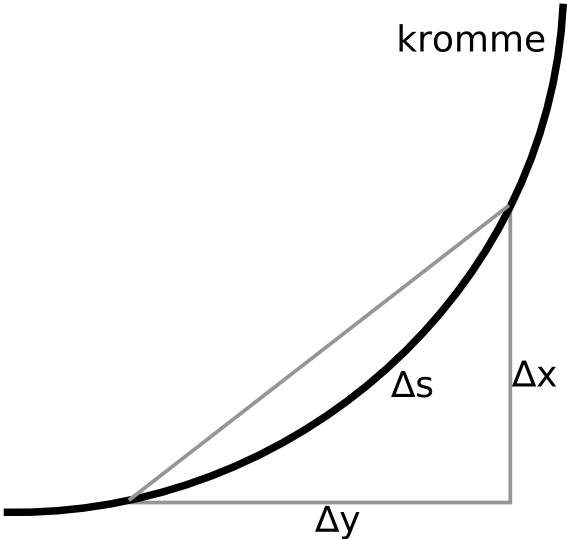
Voor een klein stukje kan de booglengte met de stelling van Pythagoras benaderd worden

De lengte van delen van de kromme, dus gemeten langs de kromme, kan gevonden worden door een klein stukje {\displaystyle {\rm {d}}s} van de kromme te integreren. Er geldt na de limietovergang {\displaystyle \Delta s\to 0} (stelling van Pythagoras):
{\displaystyle {\rm {d}}s^{2}={\rm {d}}x^{2}+{\rm {d}}y^{2}\,},
zodat:
{\displaystyle s(t_{0})=\int _{0}^{t_{0}}{\sqrt {\left({\frac {{\rm {d}}x}{{\rm {d}}t}}\right)^{2}+\left({\frac {{\rm {d}}y}{{\rm {d}}t}}\right)^{2}}}\,{\rm {d}}t},
mits natuurlijk de afgeleiden bestaan.

### Voorbeeld (vervolg)
De booglengte van de eenheidscirkel is:
{\displaystyle s(t_{0})=\int _{0}^{t_{0}}{\sqrt {\left(-\sin(t)\right)^{2}+\left(\cos(t)\right)^{2}}}{\rm {d}}t=t_{0}},
Zo is bijvoorbeeld de omtrek gelijk aan:
{\displaystyle s(2\pi )=2\pi }.

## Raaklijn
De tangent aan een kromme in een punt {\displaystyle (x(t),y(t))} van de kromme gaat door dat punt en heeft dezelfde helling als de kromme, dus:
{\displaystyle {\frac {y-y(t)}{x-x(t)}}={\frac {{\rm {d}}y}{{\rm {d}}x}}={\frac {{\rm {d}}y}{{\rm {d}}t}}/{\frac {{\rm {d}}x}{{\rm {d}}t}}}

### Voorbeeld (vervolg)
De raaklijnen aan de eenheidscirkel worden gegeven door:
{\displaystyle {\frac {y-y(t)}{x-x(t)}}=-\cot(t)}
Zo is bijvoorbeeld de raaklijn in het punt (1,1):
{\displaystyle {\frac {y-1}{x-1}}=-\cot({\frac {1}{4}}\pi )=-1}
anders geschreven:
{\displaystyle y=2-x}

## Kromming
De kromming in een punt {\displaystyle (x,y)} van de kromme kan worden beschreven door de kromtestraal {\displaystyle \rho }, gedefinieerd door:
{\displaystyle \rho ={\frac {\left({x'}^{2}+{y'}^{2}\right)^{\frac {3}{2}}}{\left|y''x'-y'x''\right|}}}.
Omdat de kromming groter is bij kleinere kromtestraal, wordt de kromming ook wel beschreven door de krommingsparameter {\displaystyle \kappa }, die het omgekeerde is van de kromtestraal:
{\displaystyle \kappa ={\frac {1}{\rho }}}

## Hausdorff-dimensie en oppervlakte
Als de parametervergelijking van een kromme constant is is het beeld maar één punt, en is de Hausdorff-dimensie daarvan dus 0. De Hausdorff-dimensie van (het beeld van) een kromme is in de overige gevallen ten minste, en in de praktijk meestal, 1. De Koch-kromme heeft Hausdorff-dimensie
{\displaystyle {\frac {\log(4)}{\log(3)}}\approx 1{,}26}
en varianten hebben allerlei andere waarden. De Hausdorff-dimensie van een ruimtevullende kromme is 2 of meer. 
De oppervlakte van een vlakke kromme kan, gezien de ruimtevullende kromme, groter dan nul zijn.

## S-bocht
Een S-bocht (bijvoorbeeld in een weg of in een kromme in een vlak) is een bocht gevolgd door een tegengestelde bocht, in het bijzonder een bocht naar links gevolgd door een bocht naar rechts (dit geldt dan in beide richtingen). Als dit onderscheid wordt gemaakt, is een omgekeerde S-bocht een bocht naar rechts gevolgd door een bocht naar links.